# Милитарёв, Александр Юрьевич
Алекса́ндр Ю́рьевич Милитарёв (род. 14 января 1943, Томск) — российский филолог и лингвист, специалист в области берберо-канарского, семитского и афразийского языкознания, а также иудаики и библеистики; один из ведущих исследователей в области сравнительно-исторического языкознания и реконструкции афразийского праязыка.

## Биография и научная деятельность
Окончил переводческий факультет 1-го Московского государственного педагогического института иностранных языков им. Мориса Тореза по специальности «Английский и испанский языки» в 1967 году, в 1973 году — аспирантуру Института востоковедения АН СССР, где работал с 1973 года младшим, а с 1986 по 1994 год — старшим научным сотрудником. Кандидат (1973, диссертация «Варьирование согласных в семитском корне») и доктор (2004, диссертация «Принципы семитской праязыковой реконструкции, этимологии и генетической классификации») филологических наук. С 1994 года — сотрудник Института восточных культур и античности РГГУ: ведущий научный сотрудник и руководитель Центра по лингвоэтнокультурологии (1994—2003), профессор кафедры истории и филологии древнего Востока (с 2003).
Преподаватель на филологическом факультете МГУ (1986—1988), в 2005—2009 годах профессор кафедры иудаики Института стран Азии и Африки МГУ. С 1991 года — преподаватель, в 1994—2009 годах — заведующий кафедрой языков и культур древнего Ближнего Востока и ректор Еврейского университета в Москве (в 2002—2009 годах — Высшая гуманитарная школа имени С. Дубнова). Также читал лекции в университетах США, Европы и Израиля.
Автор около 120 научных работ, в том числе трёх монографий, включая (совместно с Леонидом Ефимовичем Коганом) «Семитский этимологический словарь» в двух томах.
Обосновал гипотезу о локализации праафразийской прародины в Леванте, идущую вразрез с общепринятой локализацией в Африке, но в последние годы встречающую все большую поддержку со стороны как сравнительных лингвистов, так и археологов и генетиков.
Дед — лингвист Соломон Сергеевич Майзель (1900—1952) —.

## Взгляды на праязык
Милитарёв — член Московской школы дальнего языкового родства, возглавлявшейся С. А. Старостиным, ведущей работу над проектом реконструкции гипотетического общего праязыка человечества, которому Милитарёв дал шутливое название «турит» (или «(прото)башенный» — то есть до Вавилонского столпотворения) или «адамический».
По разделяемым Милитарёвым представлениям этой школы, праязык-предок всех известных науке языков мира зародился, как и Homo sapiens sapiens, в Африке. Его ветви, оставшиеся в Африке, представлены, по принятой в африканистике классификации (возможно, нуждающейся в ревизии), нило-сахарскими, нигеро-конголезскими и койсанскими языками; последняя ветвь, сохранившая так называемые кликсы, уникальные «щёлкающие» звуки с фонемным статусом, возможно, отделилась первой от «ствола» единого праязыкового древа.
По глоттохронологическим подсчётам, сделанным Милитарёвым по методу С. А. Старостина, праафразийский язык распался на диалекты в 11-м тысячелетии (-10300) до нашей эры и, по его классификации, разделился на северно-афразийский, разделившийся в 10-м тысячелетии (-9800) до н. э. на протосемитский и прото-африканско-афразийский (разделившийся в 9-м тысячелетии (-8800) до н. э. на протоегипетский и прото-берберо-чадский, в свою очередь, разделившийся на прото-берберо-канарский и проточадский на рубеже 7-го и 6-го тысячелетий (-6000) до н. э.; и южно-афразийский, разделившийся на протокушитский, протоомотский (с онгота как отдельной ветвью, генетически ближе к южно-омотским) и хадза (см. статью в списке публикаций) в 9-м тысячелетии (-8800) до н. э. По гипотезе Милитарёва, праафразийцы — создатели мезолитической (и наследующей ей ранненеолитической) натуфийской археологической культуры Леванта, в которой впервые фиксируются следы ранней доместикации растений (злаки, бобовые, лен, смоковница, финиковая пальма и другие), собаки и копытных (последнее — спорно для такого раннего времени), отражённые в целой группе соответствующих праафразийских терминов, реконструируемых достаточно надёжно. Из этого следует[как?], что разделение праафразийского языка произошло в Передней Азии, после чего небольшие группы говорящих на соответствующих праязыках (кроме семитского) мигрировали в Африку: северные афразийцы не ранее 9-го тысячелетия до н. э., возможно, через Кипр, а южные афразийцы — в 9-м или 8-м тысячелетии до н. э. через Баб-эль-Мандебский пролив, пройдя перед этим Аравийский полуостров (этим же путём много позже прошли и в 10 в. до н. э. мигрировали в Восточную Африку носители прото-эфиосемитского языка). Уже на африканском континенте некоторые группы населения, говорившие на различных автохтонных языках, перешли на языки афразийскоязычных мигрантов, принёсших более высокую материальную культуру.
Как автор генеалогического древа языков мира, основанного на работах Московской школы и включающего полученные ею датировки (прото)языковых разделений, Милитарёв предполагает, что единый праязык всех исторически засвидетельствованных мировых языков начал «ветвиться» 20—25 тысяч лет назад (до этого должны были существовать и другие ранние языки, но они вымерли, не оставив ощутимых следов), а что касается становления человеческого языка вообще, то оно относится к гораздо более раннему времени, играя фундаментальную роль в процессе формирования человека разумного.

## Общественная и политическая деятельность
Член общества «Мемориал» (1990—1991), участник обороны Белого дома (август 1991). По убеждениям — «абстрактный гуманист»

## Литературная деятельность
Автор ряда изданных книг  собственных стихов и переводов с английского («Ворон» Эдгара По, Эмили Дикинсон, Редьярда Киплинга и ряда других американских, британских и неварских поэтов; сонетов Шекспира) и с испанского (Мигель Эрнандес и другие).

## Публикации

### Монографии
- Semitic Etymological Dictionary. Vol. I. Anatomy of Man and Animals. Ugarit-Verlag. Münster 2000. P. I-XCI, 1-425. Соавт. Л. Е. Коган.
- Semitic Etymological Dictionary. Vol. II. Animal Names. Ugarit-Verlag. Münster 2005. P. I-CLIV, 1-415. Соавт. Л. Е. Коган.

### Статьи
- 1973. Чередуемость и комбинируемость согласных в триконсонантном арабском корне. Сборник статей по восточному языкознанию. М., 1973. С. 42-62.
- 1973. Исследование С. С. Майзеля в области корнеобразования и семасиологии семитских языков. Народы Азии и Африки № 1.
- 1973. Варьирование согласных в семитском корне. Автореферат диссертации на соискание ученой степени кандидата филологических наук. М. 1973. С. 1-25.
- 1976. Развитие взглядов на семитский корень. Восточное языкознание. М. 1976. С 19- 25.
- 1976. О предполагаемом прасемитском *ṗ. История и филология древнего Востока. XI годичная сессия ЛО ИВАH. М. 1976. С. 21- 27.
- 1981.Сравнительно-исторический словарь афразийских языков. Белова А. Г., Дьяконов И. М., Милитарев А. Ю., Порхомовский В. Я., Столбова О. В. , Четверухин А. С. Москва, 1981. Сер. Письменные памятники и проблемы истории культуры народов Востока. IV Годичная научная сессия ЛО ИВ АН СССР. Выпуск 1, Часть IV. Москва, 1981.
- 1983. Вступительная статья, научная редактура, дополнения, индекс слов и корней в книге С. С. Майзеля «Пути развития корневого фонда семитских языков». М., Изд. «Наука».
- 1983. Об одном общеафразийском земледельческом термине (новые лингвистические данные о происхождении земледелия). Вестник древней истории, No. 4, 1983. С. 97-106.
- 1984. Язык мероитской эпиграфики как исторический источник в свете его генезиса. Вестник древней истории, No. 2, 1984. С. 153—170.
- 1984. Соавт. И. М. Дьяконов. Послесловие и примечания к книге А. Лота «К другим Тассили. Новые открытия в Сахаре». Л-д, «Искусство». С. 190—208.
- 1984. Афразийско-шумерские лексические связи. Лингвистическая реконструкция и древнейшая история Востока. Тезисы и доклады конференции. Часть 1. М. 1984. С. 58-61.
- 1984. Соавт. В. А. Шнирельман. К проблеме локализации древнейших афразийцев (опыт лингвоархеологической реконструкции). Там же. Часть 2. С. 35-53.1984.
- 1984. Современное сравнительно-историческое афразийское языкознание: что оно может дать исторической науке? Там же. Часть 3. С. 3-26.
- 1984. Соавт. С. А. Старостин. Общая афразийско-севернокавказская культурная лексика. Там же. С. 34-43.
- 1985. Услышать прошлое. Знание-Сила. No. 7-8.
- 1986. Происхождение корней со значением «творить, создавать» в афразийских языках. Письменные памятники и проблемы истории культуры народов Востока. Вып. 3. Часть 3. М. 1986. С. 63-79.
- 1986. Сравнительно-исторический словарь афразийских языков. Белова А. Г., Дьяконов И. М., Милитарев А. Ю., Порхомовский В. Я., Столбова О. В. Сер. Письменные памятники и проблемы истории культуры народов Востока. Выпуск 3. М., 1986.
- 1987. Соавт. И. М. Дьяконов и др. Общеафразийская фонологическая система. Африканское историческое языкознание. М. 1987. С. 9-29.
- 1988. Соавт. И. И. Пейрос и В. А. Шнирельман. Методические проблемы лингвоархеологических реконструкций этногенеза. Советская этнография, No. 4, 1988. С. 24-35.
- 1989. Tamahaq Tuaregs in the Canary Islands (Linguistic Evidence). Aula Orientalis, No.6, Barcelona, pp. 195–209.
- 1989. Соавт. Л. В. Боброва. Towards the Reconstruction of Sumerian Phonology. Лингвистическая реконструкция и древнейшая история Востока. Материалы к дискуссиям на Международной конференции. Часть 1. М. 1989. С. 96-105.
- 1989. Egyptian-Coptic Glottochronology. Там же. С. 40-43.
- 1989. The Chronology of language family branching as a source for ethnic history. Ibid., Issue 3, p. 141-2.
- 1989. Соавт. В. Э. Орел и О. В. Столбова. Hamito-Semitic Cultural Lexicon: dwelling. Там же. С. 137—158.
- 1989. Анри Лот о языке и письменности туарегов. Послесловие к книге А. Лота «Туареги Ахаггара». M. 1989. С. 246—262.
- 1989. Какими юными мы были двенадцать тысяч лет назад?! Знание-Сила, No. 3, 1989. С. 44-53.
- 1989. Ещё раз о происхождении земледелия по данным праафразийской (прасемито-хамитской) лингвистической реконструкции. Вестник древней истории, No. 1, 1989. С. 128—131.
- 1990. Арабы на Канарах? Проблемы современной арабистики, вып. II. Труды IV Всесоюзной конференции арабистов. Ереван 1990. С. 249-55.
- 1990. Co-authored with Igor Dyakonoff and Olga Stolbova. First Approach to Comparative-Historical Phonology of Afrasian (consonantism). Proceedings of the Fifth International Hamito-Semitic Congress. Vol. 1. Wien 1990. pp. 45–72.
- 1990. Evidence of Proto-Afrasian Cultural Lexicon. Ibid. pp. 73–85.
- 1990. Afrasian Cultural Terms (Preliminary Report). Proto-Languages and Proto-Cultures. Bochum, 1990. pp. 33–54.
- 1991. Гарамантида в контексте североафриканской истории. Судьба одного народа глазами лингвиста. Вестник древней истории, No.3. С. 130—158.
- 1991. В соавторстве с А. Ю. Айхенвальд. Берберские (ливийско-гуанчские) языки. Языки Азии и Африки. Афразийские языки. IV. Кн. 2. М. С. 148—267 (разделы I. Общие сведения: С. 148—162; II. Гуанчские языки, § 1. Фонетика: С. 163—173; V. Историческая фонетика и лексика ливийско-гуанчских языков. С. 238—265).
- 1991. Схемы генетической классификации и карты распространения семитских и всех афразийских языков (вкладки). Языки Азии и Африки. Афразийские языки. IV. Кн. 2. М.
- 1992. Co-authored with Igor Diakonoff and Olga Stolbova. Proto-Afrasian Phonology. A Chapter in: I. Diakonoff «Proto-Afrasian and Old Akkadian». Journal of Afroasiatic languages. Nos.1-2, 1992, Princeton. pp. 5–35.
- 1993. Co-authored with L. Bobrova. From Mesopotamia to Greece: to the Origin of Semitic and Greek Star Names. Proceedings of the 3rd Graz Oriental Symposium. Graz, 1993. pp. 307–329.
- 1993. On the principles of Afrasian phonological reconstruction. Dyakonov I.M., Militarev A.Ju., Porkhomovskij V.Ja., Stolbova O.V. St. Petersburg Journal of African Studies. Т. 1. С. 7-15.
- 1993. В соавторстве с А. А. Ковалевым. Шумеры и афразийцы: встреча равновеликих культур. Oriens, No.5, с. 22-33.
- 1994. Глазами лингвиста: Гарамантида в контексте североафриканской истории (вместо послесловия). Гарамантида (африканская Атлантида). М. Изд. Наука РАН, ред. Восточная литература.1994. С. 230—282.
- 1994—1997. Co-authored with I. Diakonoff et al. Historical-Comparative Vocabulary of Afrasian. St.Petersburg Journal of African Studies. Nos. 2-6.
- 1995. Шумеры и афразийцы. Вестник древней истории. 1995. № 2 (213). С. 113—127.
- 1996. Народная этимология: слово, творящее мир. Материалы Международного конгресса «100 лет Р. О. Якобсону». М., С. 108—110.
- 1998. The invention of humankind in the Bible and etymopoetics. Proceeding of the conference «Asian and African languages: traditions, state-of-the-art and prospects», Мoscow, p. 43-47.
- 1998. To the protoplast of the notion of humankind in the Book of Genesis. From Genesis to Exodus, Мoscow, p. 11-20.
- 1999. О содержании термина «диаспора» (к разработке дефиниции). Диаспоры. Hезависимый научный журнал. M.
- 2000. Co-authored with Leonid Kogan. Semitic Etymological Dictionary. Vol. I. Anatomy of Man and Animals. Münster: Ugarit-Verlag.
- 2000. О дохлой лошади, оказавшейся скакуном. Знание-Сила, № 4, 2000. С. 20-31.
- 2000. Соавт. Л. Е. Коган. Об агробиологических представлениях в древней Передней Азии (термины «опылять» и «прививать» (растения) в языке древних семитов IV — начала III тыс.). Вестник древней истории, No. 2, 2000. С. 229—236.
- 2000. Towards the chronology of Afrasian (Afroasiatic) and its daughter families. Time Depth in Historical Linguistics. Volume 1. Ed. by C.Renfrew, A.McMahon & L.Trask. The McDonald Institute for Archaeological Research. Cambridge 2000. Pp. 267—307.
- 2002. The prehistory of a dispersal: the Proto-Afrasian (Afroasiatic) farming lexicon. Examining the Farming/Language Dispersal Hypothesis, eds. P. Bellwood & C. Renfrew. (McDonald Institute Monographs.) Cambridge: McDonald Institute for Archaeological Research, pp. 135-50.
- 2002. Co-authored with L. Kogan. Akkadian Terms for Genitalia: New Etymologies, New Textual Interpretations. CRRAI 47, S.Parpola and R.M.Whiting (eds.), Helsinki 2002, pp. 311–319.
- 2002. Этимология и интерпретация древнеписьменных памятников: библейские термины со значениями 'семья', 'потомство', 'племя', 'народ', 'человеческий род'. Вестник еврейского университета, No. 7 (25), M. 2002. С. 7-58.
- 2003. Co-authored with L. Kogan. Non-trivial semantic shifts in Semitic. Semitic and Assyriological Studies. Presented to Pelio Fronzaroli. Wiesbaden, 2003. pp. 286–300.
- 2005. Co-authored with L. Kogan. Toward common Afrasian faunal lexicon. Proceedings of the 10- th meeting of Hamito-Semitic (Afroasiatic) linguistics (Florence, 18-20 April 2001), Quaderni di semitistica 25. Firenze. 2005, pp. 35–48.
- 2005. Co-authored with Leonid Kogan. Semitic Etymological Dictionary. Vol. II. Animal Names. Münster: Ugarit-Verlag.
- 2005. Лексика афразийского праязыка как источник по реконструкции картины жизни его носителей (собирательство, земледелие, охота на копытных, скотоводство). Эдубба вечна и постоянна. Материалы конференции, посвященной 90-летию со дня рождения Игоря Михайловича Дьяконова. СПб., 2005. С. 194—210.
- 2005. Co-authored with G.Kurtik. Once more on the origin of Semitic and Greek star names: an astronomic-etymological approach updated. Culture and Cosmos, Vol. 9, No. 1, pp. 3–43.
- 2005. Once more about glottochronology and comparative method: the Omotic-Afrasian case. Aspects of comparative linguistics — 1. FS S. Starostin. Orientalia et Classica VI. Moscow, pp. 339–408.
- 2005.Towards the genetic affiliation of Ongota, a nearly-extinct language of Ethiopia (I). Orientalia et Classica VIII. Papers of the Institute of Oriental and Classical Studies. Babel and Bibel 2. Annual of Ancient Near East, Old Testament and Semitic Studies (Memoriae Igor M. Diakonoff). Winona Lake, Indiana, pp. 567–607.
- 2005. В соавторстве с Зеленко Г. и Старостиным С. А. И вновь — когда возникли языки? Знание-сила. 2005. № 4. С. 81-88.
- 2005. Root extension and root formation in Semitic and Afrasian. Proceedings of the Barcelona Symposium on comparative Semitic, 19-20/11/2004, Aula Orientalis 23/1-2, 2005. pp. 83–130.
- 2005. К этимологии праздника. Праздник — обряд — ритуал в славянской и еврейской культурной традиции. Сборник статей. Институт славяноведения РАН, М., с. 9-20.
- 2006. Towards the genetic affiliation of Ongota, a nearly-extinct language of Ethiopia (II). Orientalia et Classica XIV. Papers of the Institute of Oriental and Classical Studies. Babel and Bibel 3. Ancient Near East, Old Testament and Semitic Studies. Moscow, pp. 489–512.
- 2006. Akkadian-Egyptian matches in lexicon. Papers on Semitic and Afroasiatic Linguistics in Honor of Gene B. Gragg. Ed. by Cynthia L. Miller. Studies in Ancient Oriental Civilization 60. Chicago: The Oriental Institute, 2006., pp. 139–145.
- 2007. В соавторстве с С. А. Старостиным. Общая афразийско-севернокавказская ультурная лексика. Труды по языкознанию. Старостин С. А. Серия «Классики отечественной филологии» Москва, 2007. С. 256—264.
- 2007. Значение этимологии для интерпретации древнеписьменных текстов (на примере еврейской Библии и Нового Завета). Труды Отделения историко-филологических наук РАН 2006, М., 2007. С. 284—327.
- 2008. Toward a Complete Etymology-based One Hundred Wordlist of Semitic: Items 34-66 (Second Third). Semito-Hamitic Festschrift for A.B.Dolgopolsky and H. Jungraithmayr. Ed. G. Takacs, 2008. Рp. 194—222.
- 2008. Соавт. М. Е. Васильев. Глоттохронология в сравнительно-историческом языкознании. Модели дивергенции языков. Аспекты компаративистики III. Orientalia et classica XIX. Труды Института восточных культур и античности РГГУ, М., 2008. С. 509—536.
- 2008. Afrasian cognates to orphan Akkadian words, or why Madame Assyriologie should not stand aloof from her less thorough-bred African cousins. Aula Orientalis, No. 26, 2008. pp. 133–140.
- 2009. Reconstructed lexicon for the West Asian home of Proto-Afrasians: pastoralism. Journal of Language Relationship, № 1, pp. 95–106.
- 2010. A Complete Etymology-based Hundred Wordlist of Semitic Updated: Items 1-34. Вопросы языкового родства (Journal of Language Relationship), № 1, 2010. pp. 79–115.
- 2010. Вниз по дереву, растущему вверх. Знание-Сила No. 9, с. 53-61.
- 2010. О возможности пролить свет на интеллектуальную культуру доисторического человека (на примере праафразийских терминов, связанных с музыкой, пением и танцем). Исследования по лингвистике и семиотике. Сборник научных статей в честь академика Вяч. Вс. Иванова / Отв. ред. Т. М. Николаева. М.: Языки славянских культур, М., 2010. С. 97-108.
- 2010. Феномен русскоязычного еврейства в философском и педагогическом измерении (эссе). Независимый научный журнал «Диаспоры», М., No. 2, с. 41-61.
- 2011. A Complete Etymology-based Hundred Wordlist of Semitic Updated: Items 35-44. Вопросы языкового родства (Journal of Language Relationship), № 5, 2011. pp. 69–95.
- 2012. Две заметки квазибиблеиста. Philologica. № 21-23. Т. 9: Памяти М. И. Шапира. С. 434—447.
- 2012. A complete etymology-based hundred wordlist of Semitic updated: Items 55-74. Вопросы языкового родства (Journal of Language Relationship); Вестник РГГУ, 7. Москва, 2012. pp. 71–103.
- 2012. Review: G. Takacs. Etymological Dictionary of Egyptian. III. Eastern, Old Testament, and Semitic studies; Orientalia et Classica, Papers of the Institute of Oriental and Classical Studies. Winona Lake, 2012. Рp. 593—610.
- 2013. The importance of external lexical comparison for today’s comparative Semitics and the main problems and immediate tasks of Afrasian comparative linguistics. Archaism and Innovation in the Semitic Languages. Selected Papers. Edited by Juan Pedro Monferrer-Sala & Wilfred G. E. Watson. Cordoba: CNERU-DTR-Oriens Academic, pp. 87–92.
- 2014. A complete etymology-based hundred wordlist of Semitic updated: Items 75-100. Journal of Language Relationship 11, pp. 159–186.
- 2015. Etymology-based 100-item wordlist of Semitic languages: addenda and conclusions. Journal of Language Relationship 13, pp. 100–147.
- 2015. Афразийская макросемья. Г. С. Старостин (при участии А. В. Дыбо, А. Ю. Милитарёва, И. И. Пейроса). К истокам языкового разнообразия, стр. 314—383.
- 2015. The main problems of Semitic and Afrasian comparative linguistics. pp. 66–70. МОВА ТА IСТОРIЯ. Збірник наукових праць. В и п у с к 3 59. Спеціальний випуск до 80-тиріччя Владислава Марковича Ілліч-Світича. Упорядник Назарій Назаров. Київ — 2014 / 2015.
- 2016. Переводы 52 сонетов Шекспира. Уильям Шекспир. Сонеты, серия «Литературные памятники». М.
- 2017. The Hebrew Bible: long memory of the people, «feel of history» and the concept of progress. Хазарский альманах, М., 2017. — Т. 15., pp. 13–16.
- 2018. Немейнстримовские соображения по поводу библейского повествования о «сынах Израиля» в Египте (о возможностях сравнительно-исторического языкознания в реконструкции этнокультурной истории). Предварительная версия. Academia.edu, ResearchGate, 2018, 72 pp.
- 2018. Ответы рецензентам на статью «Немейнстримовские соображения…» Academia.edu, ResearchGate, 16 pp.
- 2019. Этимология и лексическая реконструкция для древней и древнейшей истории ближневосточно-северноафриканско-средиземноморского ареала. Journal of Language Relationship • Вопросы языкового родства 17/3 (2019): с. 246—262.
- 2020. Libyo-Berbers — Tuaregs — Canarians: Linguistic Evidence. Études et Documents Berbères 43: 131—158.
- 2020. Ancient Egyptian — Arabic contacts in lexicon: clue to Arabic Urheimat? Orientalistica. 2020; 3(3): 783—798.
- 2020. Inscriptions in Libyan Script in the Libyan Desert and the Island of Ferro: Background and Experiment in Reading. Études et Documents Berbères 44: 57-108.
- 2020. Co-authored with Sergei Nikolaev. Proto-Afrasian names of ungulates in light of the Proto-Afrasian homeland issue. Journal of Language Relationship • Вопросы языкового родства 18/3 (2020): 199—226.
- 2021. Co-authored with Sergei Nikolaev. Proto-Afrasian names of non-ungulate animals in light of the Proto-Afrasian homeland issue. Journal of Language Relationship • Вопросы языкового родства 4/19: 233—262.
- 2021. Лексическая реконструкция для реконструкции предыстории: праафразийские термины, относящиеся к оружию, войне и другим вооруженным конфликтам. Этнографическое обозрение. 2021. № 4. С. 5-23. https://doi.org/10.31857/S086954150016695-4
- 2021. От поиска прародины до проблем семантической реконструкции: ответ оппонентам. Этнографическое обозрение. 2021. № 4, С. 63-78.
- 2021. Fragments of the Canarian Etymological Dictionary. Études et Documents Berbères, 2021c, 45-46, pp. 285–298.
- 2022. Reconstructing a cultural lexicon for pre-history: Berber zoonyms of Afrasian (Afro-Asiatic) origin. Asian and African Studies. Vol. 31, No. 1, 2022, pp. 1–47.
- 2022. В соавторстве с А. Г. Козинцевым. Лексикостатистическая классификация афразийских языков: новые подходы. Этнографическое обозрение № 6. С. 132—159.
- 2022. The most recent genealogical tree of Afrasian (Afro-Asiatic) languages. (The tree to be found in https://disk.yandex.ru/i/C0kbpXIuH17k8Q). Academia.edu, ResearchGate.
- 2022. With collaboration by Mikhail Militarev. Hadza as Afrasian? Former Khoisan, then «isolate», Hadza-ne, the language of Hadza-be, perhaps the most enigmatic tribe on the planet, is just Afrasian? Academia.edu, ResearchGate. 40 pages.
- 2023. Non-mainstream considerations by a comparative linguist of the Biblical story about the ‘Sons of Israel’ in Egypt and internal Biblical chronology. Academia.edu, ResearchGate. 74 pages.
- 2023. Common Afrasian (Afro-Asiatic) terms related to the magic, supernatural, spiritual and mythic: etymologies and reconstructions. Kervan — International Journal of Afro-Asiatic Studies 27/Liber amicorum Fabricio A. Pennacchietti dicatus (2023). pp. 265–294.
- 2023. From foraging to farming in Late Natufian — Pre-Pottery Neolithic A: continuing to reconstruct common Afrasian lexicon. 79 pages. Academia.edu. ResearchGate.

### Книги
- Стихи и переводы. — М.: Наталис, 2000. — 77 с. — ISBN 978-5-8062-0020-5.
- Воплощённый миф. «Еврейская идея» в цивилизации. — М.: Наталис, 2003. — 253 с. — ISBN 5-8062-0068-X.
- Homo tardus (Поздний человек). Книга стихотворений и переводов. — М.: Критерион, 2009. — ISBN 978-5-9011337-19-6.
- Jewish Conundrum in World History. Academic Studies Press. Boston, 2010. P. I—XXVII, 1-274. ISBN 978-1-934843-43-7
- Охота за древом. Стихи и переводы. — М.: Ridero, 2018. — 466 с. — ISBN 978-5-4490-1445-0.

### Переводы
- Шекспир У. Избранные сонеты / пер. А. Ю. Милитарёва. — БД «Русский Шекспир», 2013.

### Рецензии
- Материалы обсуждения книги «Воплощённый миф»
- Львов A. Невоплощенный миф // Народ Книги в мире книг. 2003. № 45.

### Интервью
- Интервью на радио «Эхо Москвы»
- Интервью сайту Sem-40
- Интервью на радио «Свобода»
- Интервью журналу «Народ Книги в мире книг»

### Другое
- Выступление на круглом столе «Когда и как возникли языки»
- Языковое древо по Милитареву
- Захаров Н. В. Милитарёв Александр Юрьевич. Электронная энциклопедия «Мир Шекспира». Дата обращения: 29 июля 2021.